# Christian Knees
Christian Knees (Colònia, 5 de març del 1981) és un ciclista alemany, professional des de 2004 fins al 2020.
En el seu palmarès destaca la victòria al Campionat d'Alemanya en ruta de 2010 i a la Volta a Baviera de 2008.

## Palmarès
- 1999
  - 1r al Tour de Lorena junior
- 2001
  - Vencedor d'una etapa de la FBD Insurance Rás
- 2002
  - Vencedor d'una etapa de la Volta a Turíngia
- 2003
  - Vencedor d'una etapa del Tour de Gironda
  - Vencedor d'una etapa de la Volta a Turíngia
- 2005
  - 1r a la Regiobahn cup
- 2006
  - 1r a la Volta a Colònia
  - 1r a Bad Homburg
- 2008
  - 1r a la Copa d'Alemanya de ciclisme
  - 1r a la Volta a Baviera
- 2010
  -  Campió d'Alemanya en ruta
- 2011
  - 1r a la Rund um Sebnitz

### Resultats al Tour de França
- 2006. 104è de la classificació general
- 2007. 47è de la classificació general
- 2008. 29è de la classificació general
- 2009. 20è de la classificació general
- 2010. 91è de la classificació general
- 2011. 64è de la classificació general
- 2012. 82è de la classificació general
- 2017. 144è de la classificació general

### Resultats al Giro d'Itàlia
- 2006. 73è de la classificació general
- 2007. 72è de la classificació general
- 2013. 60è de la classificació general
- 2016. 66è de la classificació general
- 2018. 91è de la classificació general
- 2019. 96è de la classificació general

### Resultats a la Volta a Espanya
- 2009. 43è de la classificació general
- 2013. 79è de la classificació general
- 2014. No surt (17a etapa)
- 2015. 91è de la classificació general
- 2016. 124è de la classificació general
- 2017. 124è de la classificació general